# Wooldridge (Misuri)
Wooldridge es una villa ubicada en el condado de Cooper en el estado estadounidense de Misuri. En el Censo de 2010 tenía una población de 61 habitantes y una densidad poblacional de 386,1 personas por km².

## Geografía
Wooldridge se encuentra ubicada en las coordenadas 38°54′24″N 92°31′17″O / 38.90667, -92.52139. Según la Oficina del Censo de los Estados Unidos, Wooldridge tiene una superficie total de 0.16 km², de la cual 0.16 km² corresponden a tierra firme y (0%) 0 km² es agua.

## Demografía
Según el censo de 2010, había 61 personas residiendo en Wooldridge. La densidad de población era de 386,1 hab./km². De los 61 habitantes, Wooldridge estaba compuesto por el 96.72% blancos, el 0% eran afroamericanos, el 1.64% eran amerindios, el 0% eran asiáticos, el 0% eran isleños del Pacífico, el 1.64% eran de otras razas y el 0% pertenecían a dos o más razas. Del total de la población el 11.48% eran hispanos o latinos de cualquier raza.